# Phrenapatinae
Phrenapatinae  (лат.) — подсемейство жуков семейства чернотелок.

## Описание
Жуки длиной от 1,2 до 35 мм. Ротовые органы направлены вперёд. Глаза у некоторых форм могут быть редуцированы. Усики состоят из 11 члеников, исключение составляют представители рода Archaeoglenes с 9- или 10-члениковыми усиками.

## Образ жизни
Личинки развиваются в разлагающейся древесине. У некоторых видов, например Phrenapates ohausi, описана забота о потомстве.

## Систематика
В составе подсемейства:
- Afrotagalus Gebien, 1942
- Archaeoglenes Broun, 1893
- Archeophthora Kaszab, 1978
- Dioedus LeConte, 1862
- Falsotagalus Kaszab, 1977
- Neotagalus Kaszab, 1955
- Peneta Lacordaire, 1928
- Picnotagalus Kaszab, 1939
- Pseudophthora Kaszab, 1970
- Scolytocaulus Fairmaire, 1896
- Tagalinus Kaszab, 1977
- Tagalopsis Kaszab, 1955
- Taiwanotagalus Masumoto, 1982

## Распространение
Встречаются в тёплых областях всех биогеографических регионов.